# Bhera
Bhera är en stad vid floden Jhelum i den pakistanska provinsen Punjab. Den tillhör distriktet Sargodha, och folkmängden uppgår till cirka 40 000 invånare.